# Zwartgordelhoningvogel
De zwartgordelhoningvogel (Dicaeum haematostictum) is een zangvogel uit de familie Dicaeidae (bastaardhoningvogels).

## Verspreiding en leefgebied
Deze soort is endemisch op de Filipijnen.